# 圣库利
圣库利（法語：Saint-Coulitz，法語發音：[sɛ̃ kuli]）是法国菲尼斯泰尔省的一个市镇，属于沙托兰区。

## 地理
圣库利（48°11'27"N, 4°3'35"W）面积11.22 平方千米，位于法国布列塔尼大區菲尼斯泰尔省，该省份为法国最西部的省份，位于布列塔尼半岛西部，北西南三面环大西洋，东临阿摩尔滨海省和莫尔比昂省。
与圣库利接壤的市镇（或旧市镇、城区）包括：卡斯特、沙托兰、洛泰。
圣库利的时区为UTC+01:00、UTC+02:00（夏令时）。

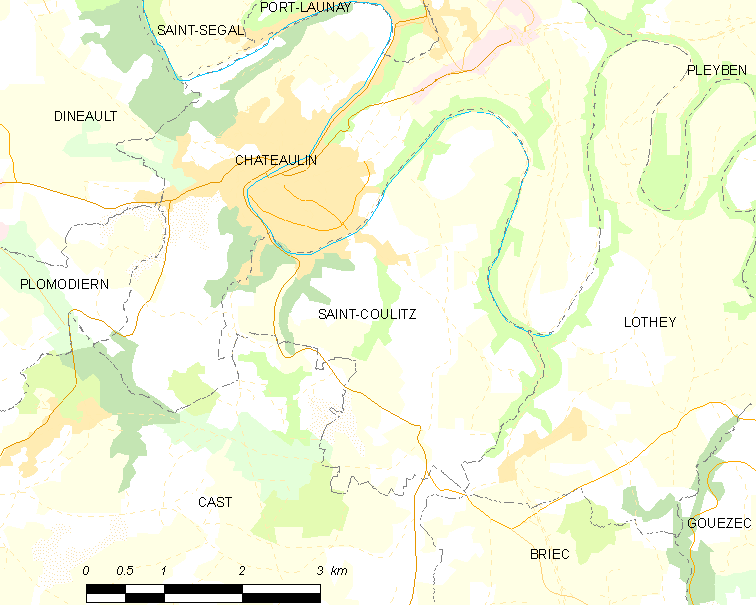
圣库利的OSM定位图

## 行政
圣库利的邮政编码为29150，INSEE市镇编码为29243。

## 政治
圣库利所属的省级选区为克罗宗县。

## 人口

1962-2008年间圣库利人口变化图示

圣库利于2022年1月1日时的人口数量为471人。